# Klonování

Diagram znázorňující různé postupy při klonování

Klonování je podle běžné definice vytváření nového jedince s identickým (shodným) genomem s předlohou. Tito dva jedinci se poté označují jako klony. Procesy přirozeného klonování u rostlin i živočichů  se souborně nazývají nepohlavní rozmnožování. Tento článek popisuje umělé klonování prováděné člověkem.
Klonování hraje dnes důležitou úlohu v zemědělství a biotechnologických oborech. Celkově lze říci, že klonování vyšších rostlin je jednodušší a rozšířenější než klonování živočichů.

## Historie klonování
Nepřesné popisy (zpravidla zázračné) obdoby klonování jsou součástí dávných legend, jako je biblické vytvoření ženy z mužského žebra.

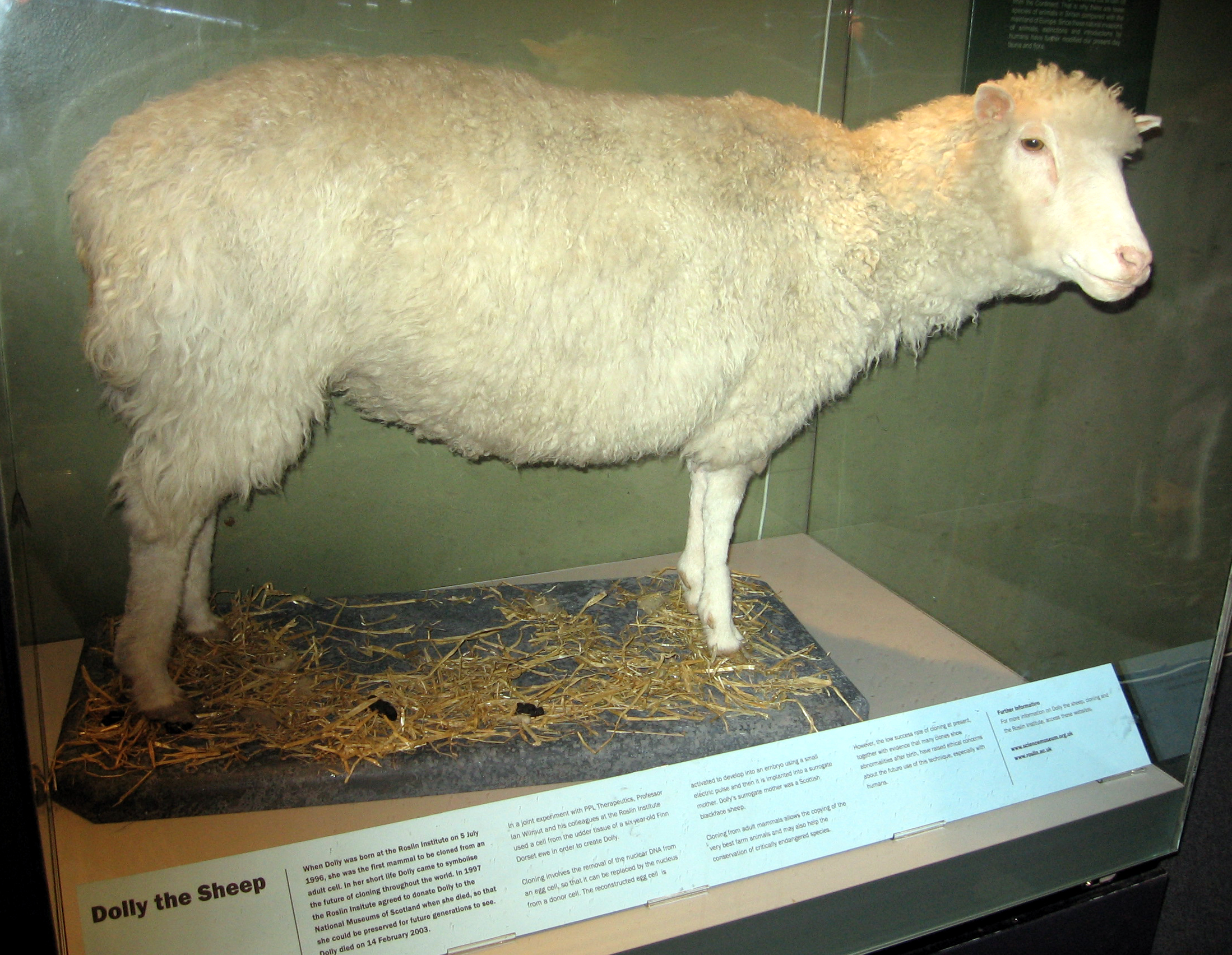
Ovce Dolly představovala z hlediska klonování výrazný krok kupředu

Pokud nepočítáme přirozené děje v přírodě, známé zejména jako vegetativní rozmnožování, první pokusy se skutečným lidským klonováním živočichů se týkaly dělení embryí na několik částí. V této formě se začínaly klonovat především žáby drápatky (Xenopus). Později se studovaly možnosti přenosu buněčných jader z původní buňky do buňky vaječné. V roce 1975 se například podařilo přenést jádro z raného embryonálního stádia králíka a vložit jej do oocytu; vývoj nového embrya se však brzy zastavil. V roce 1981 se však již podařilo tento experiment dovést až dokonce, když Karl Illmensee a Peter Hoppe přenesli do oocytu jádra z myších embryonálních buněk a narodily se tři zdravé myši. Počáteční nadšení však brzy vyprchalo, neboť se tyto pokusy nepodařilo zopakovat a objevily se pochybnosti o poctivosti autorů.
V roce 1986 však S. M. Willadsen podobnou metodou naklonoval ovci. Jádro z embryonální buňky tento vědec přenesl do vajíčka, které bylo právě v metafázi druhého meiotického dělení a nabízelo zřejmě vhodné podmínky k přijetí jádra. V rychlém sledu se objevovaly další zprávy o úspěšném naklonování ovcí a skotu touto metodou. Při snaze použít jádra z buněk diferenciovaných, tedy z pokročilejších fází embryonálního vývoje těchto zvířat, se však radikálně snižovala úspěšnost přenosů. O použití jader z buněk dospělého jedince ani nemluvě.
Proto byla zpráva o naklonování ovce Dolly v roce 1997, jež provedl Ian Wilmut a jeho kolegové, pro vědeckou veřejnost velkým překvapením. Jádra přenesená do oocytu totiž pocházela z epitelu mléčné žlázy dospělé ovce. Další zvířata brzy následovala a dodnes jsou činěny velké pokroky.
V řadě případů klonování bylo pozorováno, že klony trpěly řadou poruch a snížením životaschopnosti a v některých případech měly zkrácené telomery, genetické stáří jejich buněk tedy odpovídalo původnímu jedinci. Později bylo zjištěno, že při klonování většiny buněčných typů ovšem dochází k obnovení délky telomer a buňka je tedy klonováním "omlazena".
Zdravotní problémy a zkrácená doba života prvních klonů vyvolaly obavy z akumulace genetických a epigenetických poruch vzniklých při klonování, podle novějších výsledků je možné nejméně v případě myší klonovat až 25 generací bez snížení životaschopnosti nebo plodnosti klonů.

## Metody klonování

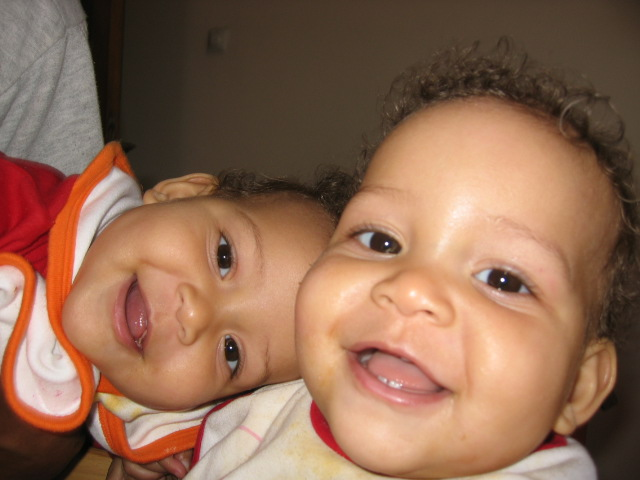
Jednovaječná dvojčata jsou přirozeným klonem

Umělé klonování ve smyslu, jak se o něm nejčastěji mluví v médiích, je poměrně náročný laboratorní proces s nízkou úspěšností. Využívá se při něm nejčastěji přenosu diploidního buněčného jádra ze somatické (tělní) buňky do prázdného bezjaderného vajíčka. Tímto způsobem vznikne jedinec s prakticky stejnou genetickou výbavou, jako měl dárce jádra – jedná se tedy o klony.
V podstatě je průběh klonování poměrně intuitivní. Z vajíčka se nejprve odstraní jeho vlastní jádro (provede se enukleace), čímž z vajíčka vznikne jen útvar bez jakékoliv jaderné DNA. Zároveň se z určité tkáně (obvykle jiného) jedince izolují jednotlivé buňky – nejvhodnější bývají embryonální kmenové buňky, blastomery z moruly. Do vajíčka se tyto buňky injikují do prostoru mezi zona pellucida a cytoplazmou a elektricky se navodí jejich fúze. Tím konečně vznikne kýžená diploidní buňka, z níž se za určitých okolností vyvine zdravé embryo. Tomuto postupu se říká roslinská metoda a takto přišla na svět známá ovce Dolly.
Další používanou metodou je metoda honolulská, při které je buněčné jádro "vyloupnuto" z buňky a do enukleovaného vajíčka je vpraveno velmi tenkou kapilárou.
Nová a jednoduchá metoda vhodná i pro získávání kmenových buněk z kapky krve značně usnadňuje klonování.

## Genetická variabilita klonů
Ačkoliv se má za to, že populace klonů je populace geneticky identických kopií, není to úplně pravdivé. Určitá genetická variabilita může vzniknout díky mutacím, za obvyklých okolností je ovšem minimální a bezvýznamná. Důležitým faktorem je míra působení mutagenů a podmínky klonování. Obecně lze říci, že kombinací silně umělého klonování jednotlivých či několika málo buněk a užití mutagenů lze i u teoreticky homogenní populace klonů dosáhnout určité již významné variability.
Vzhledem k tomu, že i tělesné buňky podléhají mutacím, existuje určitá pravděpodobnost, která by mohla mít za následek to, že naklonovaný jedinec má oproti většině buněk svého původce jednu nebo několik zvláštních mutací.
Pokud jde o zvířata vytvořená tzv. honolulskou technikou, nejde vlastně o čistý klon. Veškeré geny přenášené mimojaderně (převážně tedy geny mitochondriální) totiž pocházejí od zvířete, které poskytlo vajíčko k enukleaci. Podíl těchto genů na celkové dědičnosti ovšem není příliš velký.  

## Využití

### Terapeutické klonování
Klonování do budoucna otevírá dveře novým možnostem léčby některých chorob. Například je teoreticky možné, aby matka trpící mitochondriálním onemocněním počala zdravé dítě, když budou jádra jejích buněk vložena do zdravých vajíček od dárkyně. Další oblastí, kde se uvažuje o využití kmenových buněk, je léčba pomocí kmenových buněk. Z jádra tělní buňky pacienta stiženého například infarktem by byly naklonovány kmenové či multipotentní progenitorové buňky, které by mohly dát vzniknout třeba právě srdeční svalovině a nahradit posléze poškozenou tkáň.

## Etické hodnocení klonování
U reprodukčního klonování je etický problém v tom, že se nerodí kvůli sobě samému, ale kvůli určitým vlastnostem potomka. U terapeutického klonování je výhodou, že není nutné hledat dárce náhradního orgánu, čímž nevzniká problém s přijetím dané nové tkáně. Je to ovšem vykoupeno tím, že embryo nevyroste do dítěte, kterým by jinak bylo.

## Klonování vyhynulých organismů
Ve filmu Jurský park byli zobrazeni fiktivní, genetickým inženýrstvím naklonovaní druhohorní dinosauři. Ve skutečnosti je však takový postup nereálný, protože u organismů z minulých geologických období se nikdy nedochová původní molekula DNA.
Ve skutečnosti se i při „oživování“ mladších vyhynulých druhů pouze mění genetická informace u příbuzných žijících zvířat, aby získaly vlastnosti vyhynulého druhu přečtené v jeho genetické informaci. Nejedná se tedy o klony, jen vnějškově podobná zvířata; to je případ zpětně vyšlechtěného pratura nebo pravlka.